# Jean-Pierre Muller
Jean-Pierre „Jempy“ Muller (* 23. März 1910 in Rodingen; † 8. November 1948 in Diekirch) war ein luxemburgischer Radrennfahrer und nationaler Meister im Radsport.

## Sportliche Laufbahn
Muller (in einigen Medien auch Müller) begann noch während seiner Ausbildung zum Bäcker 1926 mit dem Radsport. Er wurde Mitglied im Verein VC Dommeldange, dem er während seiner gesamten Karriere angehörte. 
Muller war Teilnehmer der Olympischen Sommerspiele 1928 in Amsterdam. Beim Sieg von Henry Hansen im olympischen Straßenrennen wurde er als 34. klassiert. Die Mannschaft Luxemburgs kam in der Mannschaftswertung auf den 10. Platz. 
1928 gewann er die nationale Meisterschaft im Straßenrennen der Amateure. Zwei Jahre später, 1930, gewann er die nationale Meisterschaft im Straßenrennen der Unabhängigen. 1932 kam ein weiterer Titel hinzu, als er die Meisterschaft im Querfeldeinrennen gewinnen konnte, dreimal wurde er Vize-Meister bei den Luxemburgischen Cyclocross-Meisterschaften. Mehrfach vertrat er Luxemburg im Critérium international de Cyclo-Cross (ein Vorläufer der UCI-Weltmeisterschaft), seine beste Platzierung war der 7. Platz 1932.
1932 startete er in der Tour de France, die er auf dem 50. Platz beendete. 1931 fuhr er die Deutschland-Rundfahrt (Internationale Opel-Deutschland-Rundfahrt 1931) und beendete das Etappenrennen beim Sieg von Erich Metze auf dem 13. Platz des Endklassements.